# شیرینه (سرده)
شیرینه (نام علمی: Glinus) نام یک سرده از تیره گلی‌نازیان است.

## نگارخانه

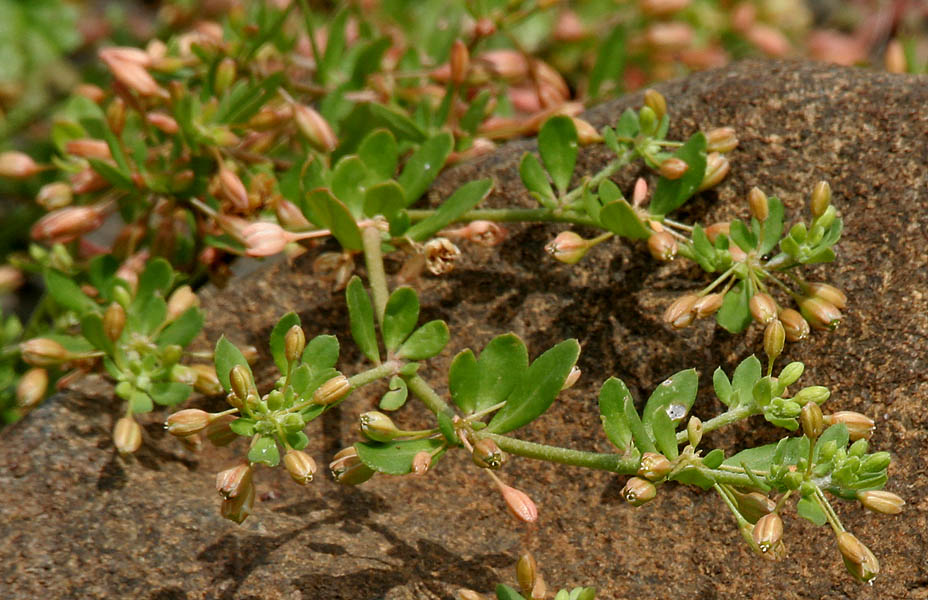
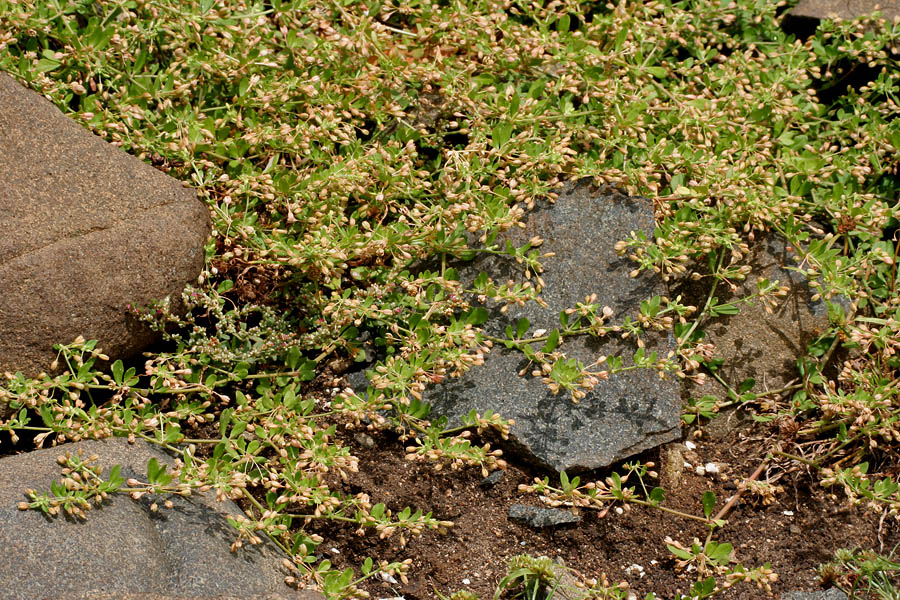
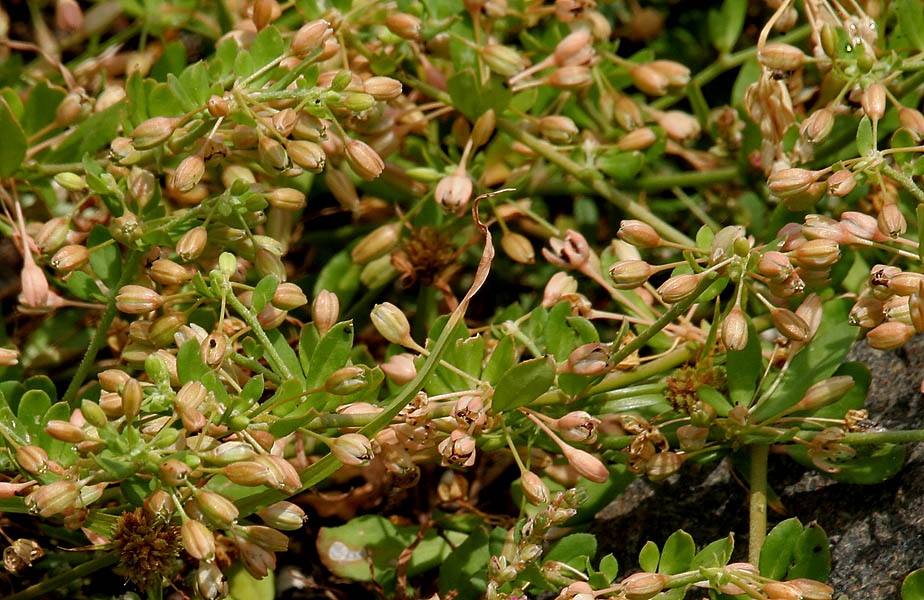
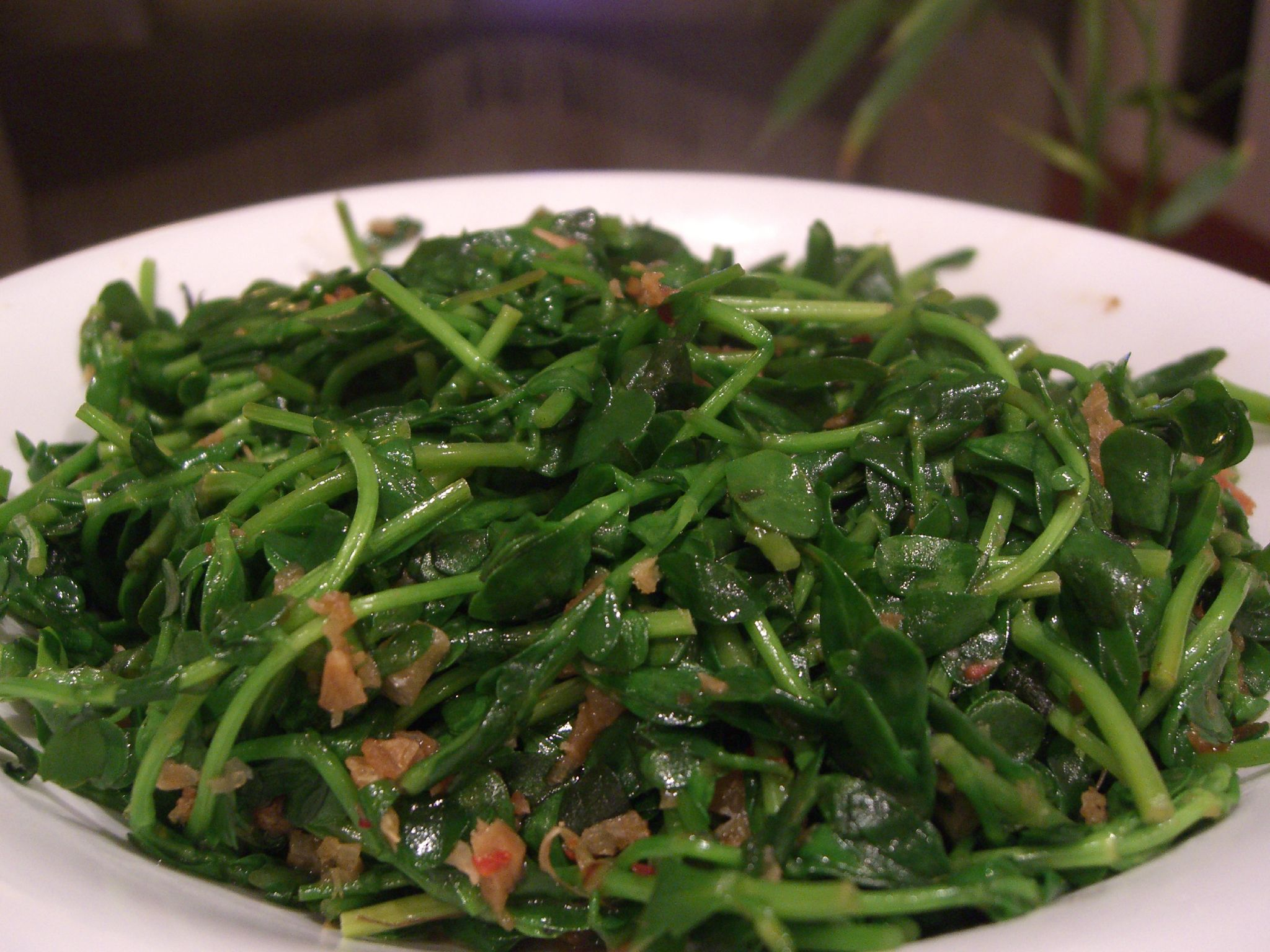